# 박배훈
박배훈(朴培勳, 1944년 6월 1일 ~ )은 대한민국의 교육인이다.

## 학력
- 서울대학교 수학교육과 학사
- 연세대학교 대학원 수학 석사
- 연세대학교 대학원 위상수학 박사

## 약력
- 경상국립대학교 교수
- 미국 이스트캐롤라이나대학교 연구 교수
- 한국교원대학교 제3대학 수학교육과 교수
- 한국교원대학교 대학원 원장보 및 교학과 과장
- 한국교원대학교 자연과학계열 수석 교수
- 한국교원대학교 제3대학 학장
- 국립교육평가원 독학 학위과정 수학분과 위원
- 한국교원대학교 교무처 처장
- 대학수학회 수학교육과정위원회 위원
- 대학수학교육학회 부회장
- 한국교원대학교 총장

| 전임 정완호 | 제7대 한국교원대학교 총장 2004년 3월 2일 ~ 2008년 3월 1일 | 후임 권재술 |